# NGC 5153

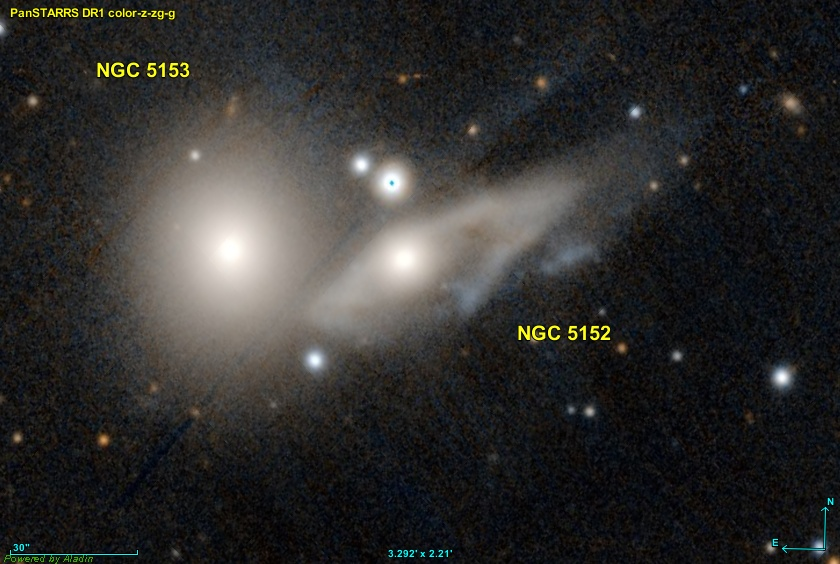
Космический снимок галактик NGC 5152 и 5153

NGC 5153 (другие обозначения — ESO 444-45, MCG -5-32-25, PGC 47194) — галактика в созвездии Гидра.
Этот объект входит в число перечисленных в оригинальной редакции «Нового общего каталога».